# Хода-Шагр
Хода-Шагр (перс. خداشهر) — село в Ірані, у дегестані Руд-Піш, в Центральному бахші, шагрестані Фуман остану Ґілян. За даними перепису 2006 року, його населення становило 223 особи, що проживали у складі 61 сім'ї.

## Клімат
Середня річна температура становить 14,25°C, середня максимальна – 28,06°C, а середня мінімальна – -1,25°C. Середня річна кількість опадів – 917 мм.
| Клімат поселення                              | Клімат поселення | Клімат поселення | Клімат поселення | Клімат поселення | Клімат поселення | Клімат поселення | Клімат поселення | Клімат поселення | Клімат поселення | Клімат поселення | Клімат поселення | Клімат поселення | Клімат поселення |
| Показник                                      | Січ.             | Лют.             | Бер.             | Квіт.            | Трав.            | Черв.            | Лип.             | Серп.            | Вер.             | Жовт.            | Лист.            | Груд.            |                  |
| Середній максимум, °C                         | 8,42             | 9,61             | 12,57            | 18,61            | 22,32            | 25,32            | 28,06            | 27,46            | 24,46            | 21,10            | 16,43            | 11,86            |                  |
| Середня температура, °C                       | 3,58             | 4,80             | 7,75             | 13,78            | 17,49            | 20,50            | 23,69            | 23,09            | 20,09            | 16,74            | 12,06            | 7,48             |                  |
| Середній мінімум, °C                          | −1,25            | −0,03            | 2,90             | 8,95             | 12,68            | 15,66            | 19,32            | 18,72            | 15,71            | 12,36            | 7,68             | 3,12             |                  |
| Норма опадів, мм                              | 97               | 78               | 76               | 53               | 40               | 26               | 19               | 42               | 90               | 137              | 122              | 137              |                  |
| Середньомісячна швидкість вітру, м/с          | 2.25             | 2.31             | 2.40             | 2.33             | 2.30             | 2.56             | 2.50             | 2.39             | 2.12             | 2.04             | 1.90             | 1.91             |                  |
| Середньомісячна сонячна радіація, кДж/м²·день | 6876             | 9037             | 11131            | 15832            | 20107            | 22443            | 23237            | 19694            | 16184            | 11076            | 8647             | 6627             |                  |
| --------------------------------------------- | ---------------- | ---------------- | ---------------- | ---------------- | ---------------- | ---------------- | ---------------- | ---------------- | ---------------- | ---------------- | ---------------- | ---------------- | ---------------- |
| Джерело:                                      |                  |                  |                  |                  |                  |                  |                  |                  |                  |                  |                  |                  |                  |